# Maori des îles Cook
Pour les articles homonymes, voir Maori.
Le maori des îles Cook (autonyme : Te reo Māori Kūki 'Āirani), parfois appelé à tort rarotongien[non neutre], est avec l'anglais la langue officielle et véhiculaire de la plus grande partie des Îles Cook.
Elle appartient au sous-groupe des langues polynésiennes et plus précisément aux langues océaniennes de la famille des langues austronésiennes. Ses plus proches parentes parmi les langues polynésiennes sont celles de Polynésie orientale et plus particulièrement le tahitien, le maori de Nouvelle-Zélande, le paumotu (langue des Tuamotu), le rapanui (langue de l'île de Pâques) et, dans une moindre mesure, l'hawaïen et le marquisien.

## Statut officiel
Le maori est depuis 2003 et le Reo Maori Act (« Loi sur la langue maorie »), la langue officielle des îles Cook avec l'anglais. Selon, cette loi qui institua également le Kopapa reo maori, c’est-à-dire la « Commission à la langue maorie », maori signifie : 
- la langue maorie (et ses différentes variantes dialectales) telle qu'elle est parlée et écrite sur les différentes îles de l'archipel des Cook ;
- le pukapuka tel qu'il est parlé et écrit sur Pukapuka ;
- le maori conforme au standard national approuvé par le Kopapa Reo.

En novembre 2009, le gouvernement annonça qu'il s'apprêtait à légiférer afin de rendre obligatoire la maîtrise du maori des îles Cook à tout candidat à un visa de résident permanent sur le territoire. Cette annonce suscita des réactions partagées dans l'archipel.

## Variantes dialectales
Il existe plusieurs variantes dialectales du maori. Outre le rarotongien parlé sur l'île de Rarotonga, on distingue les dialectes de Rakahanga-Manihiki, des Ngaputoru (qui regroupe les trois îles d'Atiu, Mauke et Mitiaro), de Mangaia, d'Aitutaki et de Penrhyn.
La langue de Pukapuka est pour des raisons liées au peuplement de l'île, généralement considérée par les linguistes plus proche du samoan et des langues parlées sur les trois atolls des Tokelau.
Le maori standard, ou plutôt en voie de standardisation, est fortement inspiré du dialecte rarotongien, même s'il intègre de plus en plus de vocabulaire des autres îles de l'archipel, ne serait-ce que du fait que de nos jours un grand nombre d'habitants de Rarotonga sont originaires des autres îles.
Ci-dessous sont quelques exemples de variations de vocabulaire entre les différents dialectes du maori. Selon le dictionnaire de Buse et Taringa, il existe en tout une cinquantaine de mots ayant des étymons véritablement différents, le reste étant lié à des variantes de prononciations (ie kumara/ku'ara ; kare/ka'ore/'a'ore). À noter que 'akaipoipo… est un emprunt au tahitien « fa'aipoipo » datant de l'époque missionnaire et de l'introduction du mariage
| Rarotonga  | Aitutaki   | Mangaia    | Ngāputoru                           | Manihiki   | Tongareva | Français        |
| ---------- | ---------- | ---------- | ----------------------------------- | ---------- | --------- | --------------- |
| tuatua     | 'autara    | taratara   | araara                              | kauta      |           | parler, parole  |
| kūmara     | kū'ara     | kū'ara     |                                     |            |           | patate douce    |
| kāre/kore  | kā'ore     | 'ā'ore     | kare                                |            |           | négation        |
| tātā       | kiriti     | tātā       |                                     |            |           | écrire          |
| 'ura       | koni       | 'ura       | 'ingo (Atiu) / 'ori (Mauke/Mitiaro) | hupa       |           | danse           |
| 'akaipoipo | 'akaipoipo | 'ā'āipoipo | 'akaipoipo                          | fakaipoipo |           | mariage         |
| 'īkoke     | koroio     | rakiki     |                                     |            |           | fin, maigre     |
| 'are       | 'are       | 'are       | 'are                                | fare       | hare      | maison          |
| ma'ata     | 'atupaka   | ngao       |                                     |            |           | beaucoup, grand |

## Écriture
Le maori des îles Cook est écrit avec un alphabet latin.
| a | e | ng | i | k | m | n | o | p | r | t | u | v |

Les voyelles longues sont indiquées avec le macron suscrit ‹ ā ē ī ō ū › et la consonne occlusive glottale avec l’apostrophe ou apostrophe culbutée.
En tongareva, les lettres s et h sont aussi utilisées, en manihiki f et h sont utilisées, et en pukapuka les lettres l, w et y sont utilisées,.

## Phonologie
Le maori se compose de 19 phonèmes, en prenant en compte les voyelles courtes et longues.

## Grammaire
Les rares linguistes à s'être intéressés au maori des îles Cook ont longtemps analysé cette langue au travers du prisme des descriptions classiques de nos langues européennes. Ils lui ont imposé un certain nombre de cadres préconstruits, de grilles de réflexion, inspirés de la métalangue et des classifications grammaticales indo-européennes. Considérant ces descriptions classiques comme une forme de « glottocentrisme », la recherche linguistique, qu'elle soit francophone ou anglophone, tente, depuis quelques années, de sortir de ce carcan avec un succès limité. La question se pose, tout particulièrement, en ce qui concerne la catégorisation grammaticale. Les catégories bien connues, le verbe, le nom, l'adjectif, ont dans ces langues des frontières beaucoup plus perméables. Certains lexèmes peuvent ainsi être utilisés comme nom, adjectif, verbe en fonction du marqueur qui l'accompagne. De même, l'utilisation fréquente de phrases décrites comme non verbales cause certains linguistes à dire que c'est une langue sans opposition verbo-nominale.

## Histoire de l'enseignement du maori aux îles Cook
Lorsque John Williams de la London Missionary Society (LMS) déposa des catéchistes originaires des îles Sous-le-Vent sur Aitutaki (1821) puis Rarotonga (1823), il leur donna comme instruction de ne pas chercher à apprendre la langue locale mais de prodiguer leur enseignement en tahitien. Il pensait alors que la proximité linguistique des deux langues permettrait à la population de maîtriser rapidement cette dernière. Lorsqu'il repassa à Rarotonga en compagnie de Charles Pitman en 1827, il constata amèrement l'échec de ses prévisions : « Ce fut pour nous une déception de voir que pas un seul insulaire ne savait lire, et ce malgré l'assurance des professeurs d'avoir fait tout leur possible pour cela. Il est vrai que les enseignements se faisaient en tahitien puisque notre souhait était de généraliser ce dialecte autant que possible. » 
Changeant son fusil d'épaule, il mit en place un enseignement religieux, cette fois en maori. Malgré tout, le tahitien continua, au moins partiellement, d'être enseigné pendant encore de nombreuses années. En 1838, Pitman écrivait ainsi dans une de ses lettres destinée aux directeurs de la LMS avoir examiné les écoliers de la station de Titikaveka au sud de Rarotonga par une lecture des Écritures en tahitien. De nombreux emprunts au tahitien, toujours perceptibles, datent de cette époque.
L'ouverture du Collège théologique de Takamoa en 1841, vit pour la première fois l'introduction de quelques cours d'anglais dans le cursus, mais ils restaient marginaux. La situation perdura jusqu'en 1888 et la mise en place du Protectorat. Le résident britannique, Frederick Joseph Moss, décida de mettre en place un système éducatif copié sur le modèle anglais avec des enseignements exclusivement dans cette langue. Avec l'annexion néo-zélandaise de 1901, cette politique fut reprise et renforcée par son successeur Walter Edward Gudgeon. Avec le Cook Islands Act de 1915, l'anglais fut officiellement déclaré langue officielle des îles Cook. Interdit à l'école sous peine de punitions diverses, le maori n'en demeura pas moins la langue utilisée dans le cadre familiale et la vie de tous les jours.
En 1945, Clarence Beeby, Directeur général de l'éducation, préconisa, sans résultat, la mise en place de quelques heures d'enseignement du maori dans le cursus. L'idée fut reprise dans les années 1950 par son successeur, Hugh Hickling, qui croyait qu'un enfant aurait plus de facilité à apprendre une langue étrangère s'il maîtrisait au préalable sa propre langue maternelle. Comme son prédécesseur, il rencontra une forte opposition non des autorités néo-zélandaises mais chez les insulaires, qui voyaient dans ce projet une tentative insidieuse pour les écarter des meilleurs emplois.
Avec l'indépendance associée de 1965, la responsabilité du système éducatif revint au gouvernement des îles Cook. Celui-ci mit en place peu à peu un cursus bilingue tandis que des manuels scolaires en maori étaient publiés (voir bibliographie). Malgré cela et du fait de l'apparition de nouveaux média comme la radio, la télévision, du développement du tourisme, la pratique du maori comtinue depuis de perdre du terrain au profit de l'anglais. Le résultat est les plus jeunes générations ne maîtrisent maintenant très mal non seulement le maori mais aussi l'anglais et passent souvent dans une même conversation d'une langue à l'autre sans être véritablement capable de tenir un discours soutenu dans aucune des deux. La situation semble encore plus préoccupante chez les Maori expatriés en Nouvelle-Zélande puisque selon le recensement de 2006, 17 % d'entre eux déclarent savoir parler maori et ils sont seulement 5 % parmi ceux nés en Nouvelle-Zélande (2e et 3e générations). Sans doute, c'est la raison pour laquelle le gouvernement néo-zélandais a mis en place ces dernières années un enseignement du maori (des îles Cook) sur son territoire (voir lien externe).
(Source principale : Maureen Goodwin, « Reo : Aue Tau e, To Tatou Reo! Alas for Our Language! » in Akono'anga Maori: Cook Islands Culture. 2003.)

## Emprunts, néologismes et créations lexicales
Comme pour l'ensemble des langues polynésiennes, le maori a intégré dans son vocabulaire un certain nombre de néologismes soit sous forme d'emprunts rephonologisés soit par le biais de créations lexicales. Ci-dessous un tableau comparatif de ces emprunts avec le tahitien
| Maori | Tahitien                                                                   | Français                   |
| --- | -------------------------------------------------------------------------- | -------------------------- |
| mōtokā (de l'anglais motorcar)                                                                                        | pere'o'o uira (litt. roue électrique)                                      | Voiture                    |
| pa‘īreva (litt. la bateau qui s'en va)                                                                                | manureva (litt. l'oiseau qui s'en va)                                      | Avion                      |
| terepaoni | tāniuniu (tā : causatif + niuniu : racine de cocotier par ext. fil, corde) | Téléphone                  |
| nūti (de l'anglais news)                                                                                              | parau api (litt. Parole nouvelle)                                          | les nouvelles, l'actualité |
| kī tā | titā                                                                       | guitare                    |
| 'are maki (litt. maison maladie)                                                                                      | fare ma'i (litt. maison maladie)                                           | hôpital                    |
| pi'a 'āiti (litt. boite pi'a; à glace 'āiti de l'anglais ice)                                                         | 'āfata fa'ato'eto'e (litt. caisse pour refroidir)                          | réfrigérateur              |
| pātikara | mōtō                                                                       | motocyclette               |
| roro uira (litt. mémoire ou cerveau, roro; électrique « uira »)                                                       | roro uira (litt. mémoire, cerveau roro ; électrique « uira »)              | ordinateur                 |
| roro uira 'ātuitui (litt.mémoire ou cerveau, roro; électrique « uira »; 'ātuitui, crochet, hameçon, prise électrique) | nohora'a 'itenati (litt. adresse nohora'a ; emprunt au français internet)  | site web                   |